# Geolycosa timorensis
Geolycosa timorensis är en spindelart som först beskrevs av Tord Tamerlan Teodor Thorell 1881.  Geolycosa timorensis ingår i släktet Geolycosa och familjen vargspindlar. Inga underarter finns listade i Catalogue of Life.